# Jacques Roubaud
Jacques Roubaud (Caluire-et-Cuire, 5 de dezembro de 1932 – Paris, 5 de dezembro de 2024) foi um escritor e matemático francês.

## Biografia
Viveu em Paris, cidade que já afirmou detestar. Definiu-se como "compositor de poemas e matemática". Foi professor na Université Paris X Nanterre e membro do grupo Oulipo.
Roubaud morreu no dia 5 de dezembro de 2024, no seu 92° aniversário.

## Obra
Autor de romances, poemas e traduções do inglês para o francês. É sobretudo reconhecido como poeta, mas em Portugal apenas três dos seus livros, todos romances, estão traduzidos.

### Obras traduzidas em português
- A Bela Hortense
- O Exílio de Hortense
- O Rapto de Hortense